# ريان ديكر
ريان ديكر (بالإنجليزية: Ryan Dicker)‏ هو لاعب كرة قدم بريطاني في مركز قلب الدفاع، ولد في 22 سبتمبر 1986 في إنجلترا في المملكة المتحدة. شارك مع منتخب الجزر العذراء البريطانية لكرة القدم. أما مع النوادي، فقد لعب مع ستافورد رينجرز.

## وصلات خارجية
- ريان ديكر على موقع إي إس بي إن إف سي (الإنجليزية)
- ريان ديكر على موقع قاعدة بيانات كرة القدم.إي يو (الإنجليزية)
- ريان ديكر على موقع ناشيونال فوتبول تيمز (الإنجليزية)
- ريان ديكر على موقع عالم كرة القدم.نت (الإنجليزية)